# Lijst van Virtual Boy-spellen

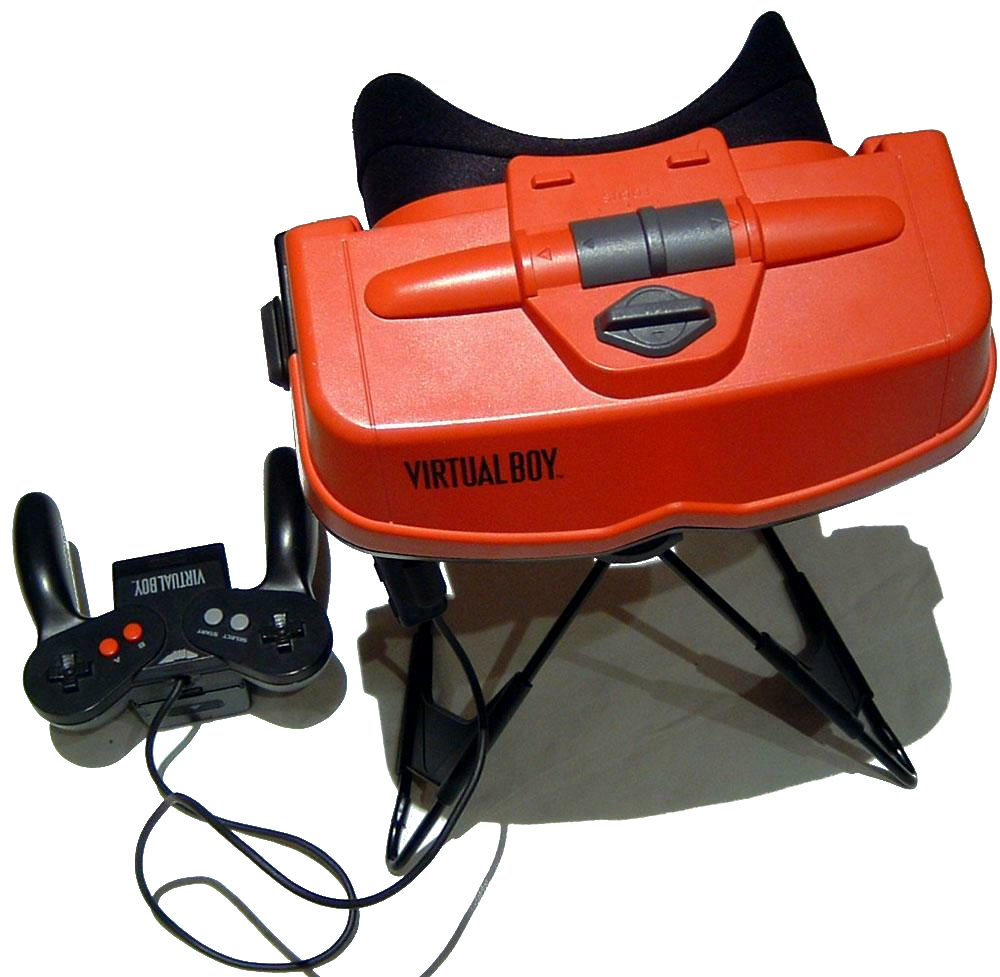
De Virtual Boy.

Dit is een lijst van Virtual Boy-spellen. 

## 0-9
- 3D Tetris

## G
- Galactic Pinball
- Golf

## J
- Jack Bros.

## M
- Mansion of Insmouse
- Mario Clash
- Mario's Tennis

## N
- Nester's Funky Bowling

## P
- Panic Bomber

## R
- Red Alarm

## S
- SD Gundam Dimension War
- Space Invaders Virtual Collection
- Space Squash

## T
- Teleroboxer

## V
- V-Tetris
- Vertical Force
- Virtual Bowling
- Virtual Fishing
- Virtual Lab
- Virtual League Baseball
- Virtual Boy Wario Land

## W
- Waterworld